# Xã Baudette, Quận Lake of the Woods, Minnesota
Xã Baudette (tiếng Anh: Baudette Township) là một xã thuộc quận Lake of the Woods, tiểu bang Minnesota, Hoa Kỳ. Năm 2010, dân số của xã này là 345 người.